# Bico (Paredes de Coura)
Bico is een plaats (freguesia) in de Portugese gemeente Paredes de Coura en telt 475 inwoners (2001).

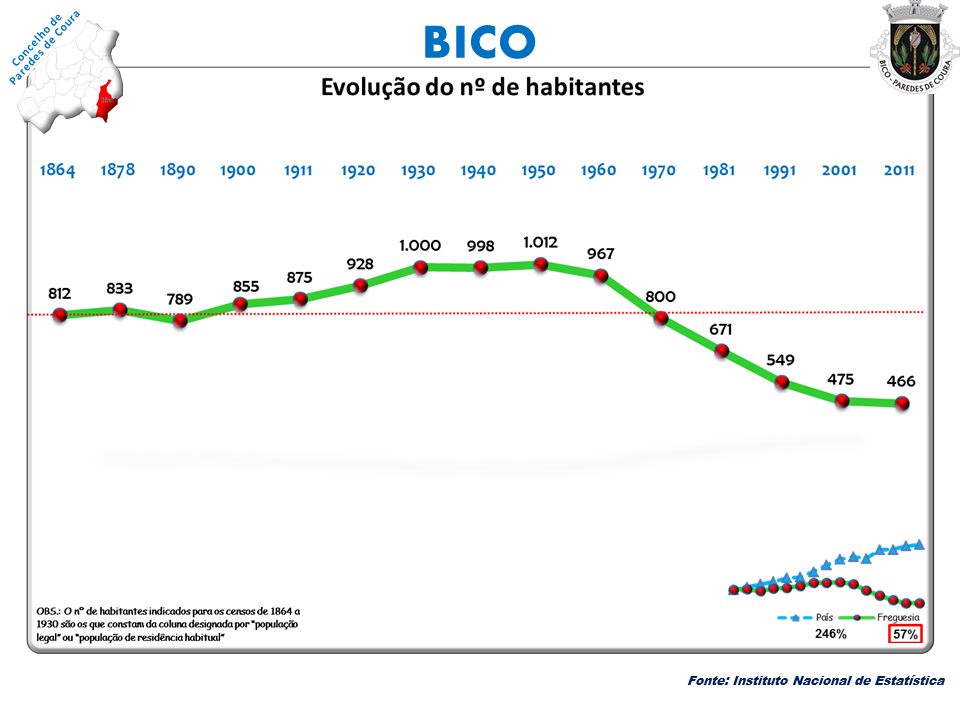
Bevolkingsontwikkeling tussen 1864 en 2011